# Тэтчер, Марк
Сэр Марк Тэтчер, 2-й баронет Тэтчер (англ. Mark Thatcher, 2nd Baronet; род. 15 августа 1953 года) — британский предприниматель, политический авантюрист и автогонщик, сын 71-го премьер-министра Великобритании Маргарет Тэтчер. Организатор неудавшегося государственного переворота в Экваториальной Гвинее.

## Биография
Родился 15 августа 1953 года в семье 71-го премьер-министра Великобритании Маргарет Тэтчер и её супруга Дениса Тэтчера вместе со своей сестрой-близнецом Кэрол. Окончил школу Хэрроу в 1971 году.
В 1987 году вступил в брак с американкой Дианой Бергдорф (р. 1960), двое детей Майкл (р. 1989) и Аманда (р. 1993). После развода в 2005 году в 2008 году вступил во второй брак с Сарой-Джейн Рассел. Первая жена Бергдорф в 2008 году вступила в брак с американским предпринимателем Джеймсом Беккетом.

### Участие в автогонках
В 1979 году принял участие в австралийской тысячекилометровой гонке 1979 Hardie-Ferodo 1000, не финишировал.
В 1980 году в составе команды Scuderia Torino Corse принял участие в гонке 24 часа Ле-Мана 1980, не финишировал. Он также участвовал в гонке 24 часа Ле-Мана 1981, где его экипаж сошёл с дистанции после 260-го круга.
В 1982 году принял участие в Ралли Дакар вместе со своим французским штурманом Шарлотт Верне и механиком. 9 января 1982 года они отделились от колонны автомобилей после остановки для ремонта неисправной рулевой системы и были объявлены пропавшими без вести 12 января. После крупномасштабного поиска алжирский военный поисковый самолет Lockheed L100 обнаружил их белый Peugeot 504 на расстоянии 50 км от трассы. Тэтчер, Верни и механик не пострадали.

### Предпринимательская деятельность
В 1980-х годах в США представлял британские компании Дэвида Уикинса Lotus Cars и British Car Auctions, а также запустил Monteagle Marketing, продававшую виски и одежду. Обогатитился в середине десятилетия на продаже оружия British Aerospace Саудовской Аравии при премьерстве своей матери; сам Марк это отрицал, но признавал, что недвижимость стоимостью 1 миллион фунтов стерлингов ему купила офшорная компания Вафика Саида, выступавшего посредником в этой сделке. Маргарет Тэтчер несколько раз задавали в Палате общин вопросы касательно конфликта интересов в связи с деятельностью её сына: так, в 1984 году всплыла его роль в подряде в строительстве университета в Омане, а в 1986 году его связи с султаном Брунея. В 1996 году власти США обвинили его в уклонении от налогов, и Марк Тэтчер переехал в ЮАР, где одна из его компаний была предметом ещё одного расследования по кабальному кредитованию. К середине 2000-х The Sunday Times оценивала его богатство в 60 миллионов фунтов стерлингов, в основном в офшорных счетах.

### Дело о попытке государственного переворота в Экваториальной Гвинее (2004)
В марте 2004 года в зимбабвийском аэропорту был задержан самолёт с грузом оружия и группой наёмников на борту. Группу возглавлял бывший британский военный Симон Манн. В аэропорте Малабо Экваториальной Гвинеи также был задержан АН-12БК армянской авиакомпании с грузом оружия. Самолёт был арестован. Это и ряд других событий стало началом дела о попытке государственного переворота в Экваториальной Гвинее. Следственными органами была обнаружена возможная причастность Тэтчера к делу, в августе 2004 года он был арестован в своем особняке в Кейптауне. В январе 2005 года суд ЮАР присудил Тэтчера к условному тюремному заключению и штрафу, но в Экваториальную Гвинею выдан не был, из-за грозящей ему там смертной казни. 

## Баронетство
В декабре 1990 года Денису Тэтчеру был пожалован наследуемый рыцарский титул баронета. В современной британской системе наград баронетство — наследуемая почесть с титулом сэр. Титул перешёл к Марку Тэтчеру после смерти отца в 2003 году.

## В культуре
В телефильме «Маргарет» Тэтчера сыграл Оливер Ле Сьюр.
В 4-м сезоне телесериала «Корона» его сыграл Фредди Фокс.